# Vĩnh An, Cao Hùng

Vị trí tại Cao Hùng

Vĩnh An (tiếng Trung: 永安區; bính âm: Yǒng'ān Qū) là một khu (quận) của thành phố Cao Hùng, Trung Hoa Dân Quốc (Đài Loan). Trên địa bàn quận có nhà máy điện Hưng Đạt, một trong những nguồn cung cấp điện năng quan trọng của miền nam Đài Loan. Vĩnh An có diện tích 22,6141 km², dân số vào tháng 8 năm 2011 là 14.159 người thuộc 5.829 hộ gia đình, mật độ cư trú đạt 626,1 người/km².